# 小行星3091
小行星3091（3091 van den Heuvel）是一颗围绕太阳公转的小行星。1960年9月24日，C. J. 万·豪敦、I. 万·豪敦-格勒内费尔德、T. 赫雷爾斯在帕洛马山发现了此天体。
該小行星以荷蘭天文學家埃德·范登赫費爾和他的姪女茱莉雅·伊蒂絲·范登赫費爾（Julia Edith van den Heuvel）命名。
这颗小行星的绝对星等为10.08426154192572等。